# Прострация
Прострация (от лат. prostratio — угнетение, подавление) — недостаточно чёткое медицинское понятие, обозначающее крайнюю степень изнеможения, расслабленности, упадка психической активности. Возникает при тяжёлых инфекционных заболеваниях, отравлениях, чрезмерном истощении, после внезапных нервных потрясений.
Внешне сходными с прострацией являются различные виды общей слабости.

## Причины и лечение
Прострация может развиваться после болезней и состояний, связанных с резким истощением: физическое и нервное перенапряжение, сильное переутомление, голодание, некоторые реактивные состояния, тяжёлые инфекции и др.
Лечение направлено на поднятие общего тонуса организма.

## Немедицинское применение термина

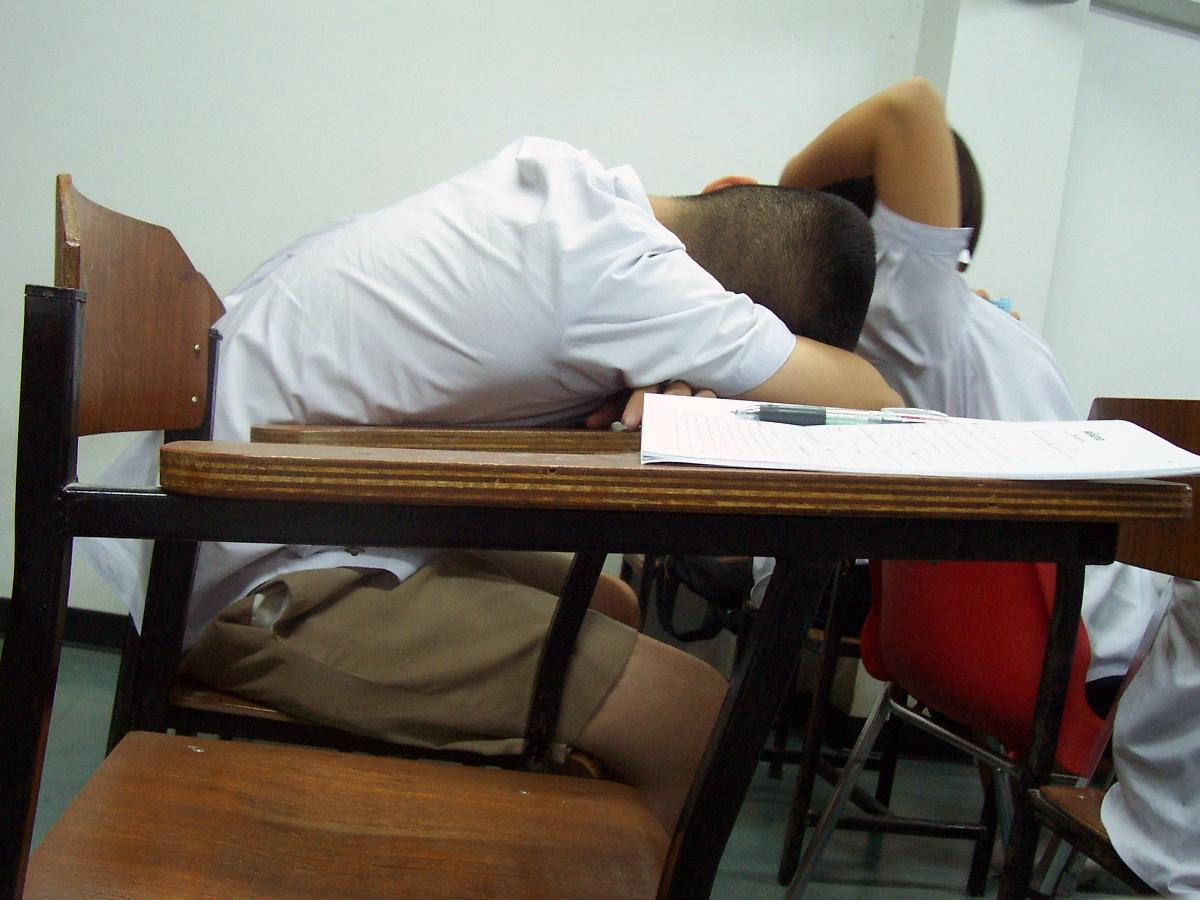
Студенты, спящие на занятии, — студенты в прострации.

Термин имеет широкое применение и вне медицины, обозначая бездеятельность и неспособность принятия каких-либо действий и решений.
- Вылечиться надо, иначе наживешь полную нервную прострацию и превратишься в кликушу. У неё уже было два сильных приступа истерики на одной неделе[8]
- Изолированные там и здесь попытки лучших людей принести свою личную долю пользы разбиваются в прах о стену общего застоя и апатии. Они, естественно, от всего устраняются и считают бесполезным приложить к чему-нибудь руки. «Общая прострация»… это действительно может служить лозунгом теперешнего времени[9]